# SZA
SZA（シザ、1989年11月8日 - ）は、アメリカ・ミズーリ州セントルイス出身の女性R&Bアーティストである。
2012年にデビューEP『See.SZA.Run』、2013年に2作目のEP『S』をリリースした後、レコードレーベルTop Dawg Entertainmentと契約し、2014年には3作目のEP『Z』をリリースする。2017年のデビュー・アルバム『Ctrl』は批評家から高い評価を受け、第60回グラミー賞で最優秀新人賞を含む5部門にノミネートされた。2018年には映画『ブラック・パンサー』の主題歌「All the Stars」をケンドリック・ラマーと共に歌い、ゴールデン・グローブ賞とアカデミー賞の最優秀オリジナル曲賞にノミネートされた。

## 来歴

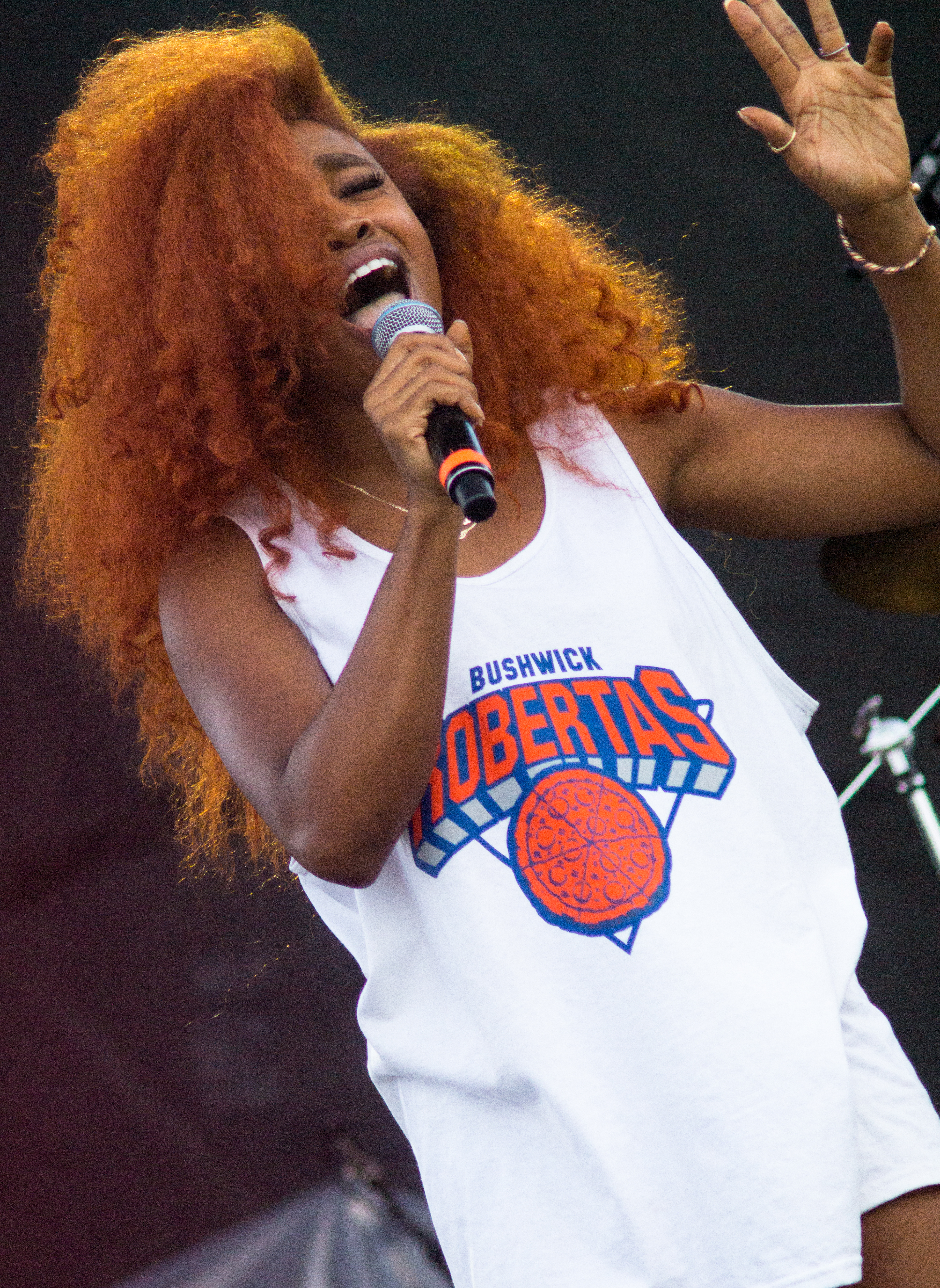
ライブで歌うSZA（2015年）

2012年にデビューEP『See.SZA.Run』をリリースする。
2013年4月に2作目のEP『S』をリリース。夏にケンドリック・ラマーらを擁するレーベル、Top Dawg Entertainmentと契約する。
2014年4月、3作目のEP『Z』をリリース。全米アルバムチャート最高位39位を記録した。
2017年6月、ファーストアルバムとなる『Ctrl（コントロール）』をリリース。全米最高位3位を記録した。また、今作はピーチフォークやNPRからその年の年間ベストアルバム・ランキングの2位に選ばれるなど批評的にも大きな成功を収めた。翌年の第60回グラミー賞にて「最優秀新人賞」を含む5部門にノミネートされた。
2018年、マーベル映画『ブラック・パンサー』の主題歌「All the Stars」をケンドリック・ラマーと共に歌い、世界的なヒット曲となる。同曲はゴールデン・グローブ賞とアカデミー賞の最優秀オリジナル曲賞にノミネートされた。また、2022年12月発表のスタジオアルバム『SOS』は、約２か月の間「Billboard 200」において1位を記録した。
【FUJI ROCK FESTIVAL '24】の初日にヘッドライナーとして出演予定だったが、アーティストの都合により出演キャンセルが発表された。

## ディスコグラフィ
スタジオ・アルバム
- Ctrl (2017)
- SOS (2022)